# أبحاث الكتاب المقدس في فلسطين
أبحاث الكتاب المقدس في فلسطين وجبل سيناء وشبه الجزيرة العربية البتراء (طبعة 1841)، أو أبحاث الكتاب المقدس في فلسطين والمناطق المجاورة (طبعة 1856)، هو عبارة عن قصة رحلة عن فلسطين في القرن التاسع عشر وتحفة لـ "أبو الجغرافيا الكتابية"، إدوارد روبنسون، نشر العمل في إنجلترا والولايات المتحدة وألمانيا.
حدد العمل العديد من المواقع التوراتية لأول مرة، بالإضافة إلى مواقع أثرية مهمة في القدس مثل قوس روبنسون (سمي لاحقًا باسم المؤلف)، وأجرى المسوحات العلمية الأولى لمواقع أخرى مثل نفق حزيقا. حصل روبنسون على وسام راعي الجمعية الجغرافية الملكية نتيجة لعمله. وكان العمل مصحوبًا بخرائط كيبرت لفلسطين والقدس.

## العمل الميداني
قام روبنسون برحلتين إلى فلسطين. بدأت الرحلة الأولى في 12 مارس 1838 من القاهرة، ووصل إلى القدس في 14 أبريل، ثم قام بجولة في شبه الجزيرة العربية في مايو، ووصل إلى الناصرة في 17 يونيو، وانتهت رحلته في بيروت في 27 يونيو؛ ثم بدأت الرحلة الثانية في 5 أبريل 1852 من بيروت، وعاد مرة أخرى في 19 يونيو 1852 بعد أن استكشف جزءًا كبيرًا من شمال فلسطين.

## إرث

خريطة كيبرت المصاحبة للكتاب

وُصف العمل بأنه "حجر الزاوية لاستكشاف فلسطين في القرن التاسع عشر". وصف ألبريشت ألت العمل بأنه "صنع عهدًا جديدًا"، وقال: "لقد كان قادرًا بشكل نهائي على دحض جزء كبير مما فكر فيه أسلافه وكتبوه، وفي حواشي روبنسون مدفونة إلى الأبد أخطاء أجيال عديدة".

## الإصدارات عبر الإنترنت

### الطبعة الأولى
- Robinson، Edward؛ Smith، Eli (1841). Biblical Researches in Palestine, Mount Sinai and Arabia Petraea: A Journal of Travels in the year 1838. Boston: Crocker & Brewster. ج. 1.; Also at Göttinger DigitalisierungsZentrum
- Robinson، Edward؛ Smith، Eli (1841). Biblical Researches in Palestine, Mount Sinai and Arabia Petraea: A Journal of Travels in the year 1838. Boston: Crocker & Brewster. ج. 2.
- Robinson، Edward؛ Smith، Eli (1841). Biblical Researches in Palestine, Mount Sinai and Arabia Petraea: A Journal of Travels in the year 1838. Boston: Crocker & Brewster. ج. 3.

### الطبعة الثانية
- Robinson، Edward؛ Smith، Eli (1856). Biblical Researches in Palestine and adjacent regions: A Journal of Travels in the years 1838 and 1852, 2nd edition. London: John Murray  [لغات أخرى]‏. ج. 1.{{استشهاد بكتاب}}:  صيانة الاستشهاد: علامات ترقيم زائدة (link); Also at Göttinger DigitalisierungsZentrum
- Robinson، Edward؛ Smith، Eli (1856). Later Biblical Researches in Palestine and adjacent regions: A Journal of Travels in the year 1852. London: John Murray  [لغات أخرى]‏.{{استشهاد بكتاب}}:  صيانة الاستشهاد: علامات ترقيم زائدة (link); Also at Göttinger DigitalisierungsZentrum

### الخرائط
- مجموعة خرائط فلسطين وجبل سيناء والجزيرة العربية (مصاحبة للطبعة الأولى)

## فهرس
- Goldman، Shalom L. (2004). "Christian Hebraism and Palestine Exploration; Moses Stuart, Edward Robinson and Their Jewish "Informants"". God's Sacred Tongue: Hebrew and the American Imagination. University of North Carolina Press. ص. 137–162, 215. ISBN:978-1-4696-2023-7.
- King، Philip J. (1983). "Edward Robinson: Biblical Scholar" (PDF). The Biblical Archaeologist. The American Schools of Oriental Research. ج. 46 ع. 4: 230–232. DOI:10.2307/3209782. JSTOR:3209782. S2CID:165586450. مؤرشف من الأصل (PDF) في 2022-05-31.
- Bartlett، John Raymond (1997). Archaeology and Biblical Interpretation. Psychology Press. ص. 4–. ISBN:978-0-415-14114-7. مؤرشف من الأصل في 2022-05-31.
- Bewer، Julius A. (1939). "Edward Robinson as a Biblical Scholar". Journal of Biblical Literature. The Society of Biblical Literature. ج. 58 ع. 4: 355–363. DOI:10.2307/3259707. JSTOR:3259707.
- Alt، Albrecht (1939). "Edward Robinson and the Historical Geography of Palestine". Journal of Biblical Literature. The Society of Biblical Literature. ج. 58 ع. 4: 373–377. DOI:10.2307/3259709. JSTOR:3259709.
- Hitchcock، Roswell Dwight؛ Smith، Henry Boynton (1863). The Life, Writings and Character of Edward Robinson: Read Before the N. Y. Historical Society. A. D. F. Randolph.